# Philip Stephens
Philip Stephens (11 octobre 1723 – 20 novembre 1809), 1er baronnet de Horsford (Norfolk), est Premier secrétaire de l'Amirauté vers la fin du XVIIIe siècle puis Lord commissaire de l'Amirauté entre 1795 et 1806. Il est également un ami du capitaine James Cook et l'île Caroline est nommée en l'honneur de sa fille.

## Biographie
Philip Stephens est issu d'une famille originaire depuis plusieurs générations d'Eastington dans le Gloucestershire. Il est le plus jeune fils de Nathaniel Stephens, recteur d'Alphamstone dans l'Essex, c'est d'ailleurs ici qu'il naît. Il fait ses études à l'école gratuite d'Harwich. À un âge précoce, il obtient une nomination au poste de secrétaire du bureau de ravitaillement maritime, comme son frère aîné, Tyringham Stephens, l'avait fait auparavant.
De retour d'un voyage autour du monde, le contre-amiral George Anson (plus tard Lord Anson) remarque le jeune secrétaire et lui procure un poste à l'Amirauté. Stephens sert alors Anson sous le poste de secrétaire adjoint de l'Amirauté. En 1763, il devient secrétaire et continue pendant plus de trente ans à gravir les échelons. Il est élu membre de la Royal Society le 6 juin 1771, et de 1768 à 1806 il représente Sandwich à la Chambre des communes.
En 1795, il demande la permission de démissionner de son poste à l'Amirauté. Le 17 mars, il obtient le titre de baronnet et est nommé seigneur de l'Amirauté. Par une recommandation spéciale, le 15 octobre 1806, Stephens, âgé de 81 ans, obtient une pension de 1 600 £, dont il profitera jusqu'à sa mort le 20 novembre 1809. Il est enterré dans l'église de Fulham.
Son seul fils, le capitaine Thomas Stephens, est tué dans un duel à Margate en 1790, et son neveu, le colonel Howe Stephens, qui est inclus dans le titre de baronnet, meurt avant le fils. Le titre de baronnet disparait ainsi. Un frère aîné, Nathaniel Stephens, meurt en tant que capitaine en 1747, et deux neveux, aussi capitaines de la marine, William et Tyringham Howe, meurent respectivement en 1760 et 1783 respectivement. La fille unique et illégitime de sir Philip, Caroline Elizabeth, épouse Thomas Jones, 6e vicomte Ranelagh en 1804, mais meurt en couches l'année suivante. Elle est inhumée dans le caveau même dans l'église de Fulham. En l'absence de descendants vivants, sir Philip lègue la totalité de sa succession au vicomte Ranelagh.